# Ionisation par électronébuliseur

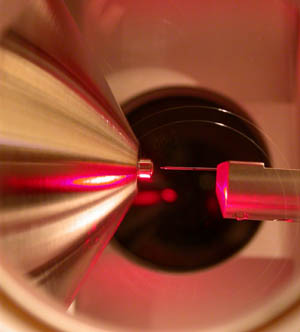
Électronébuliseur

 (janvier 2022).
Si vous disposez d'ouvrages ou d'articles de référence ou si vous connaissez des sites web de qualité traitant du thème abordé ici, merci de compléter l'article en donnant les références utiles à sa vérifiabilité et en les liant à la section « Notes et références ».
Pour les articles homonymes, voir ESI.
L'ionisation par électronébuliseur ou ESI (de l'anglais Electrospray Ionization) est la dispersion d’un liquide sous forme de gouttelettes chargées électriquement.

## Description
L'ionisation par électronébuliseur combine deux processus :
1. formation des gouttelettes
2. chargement des gouttelettes[1].

La nébulisation des solutions par ESI est obtenue par une méthode électrostatique, i.e. en appliquant une différence de potentiel élevée (entre ±3 et ±5 kV) entre l’extrémité de l’émetteur (tube capillaire en acier inoxydable, jonction liquide) et un orifice situé à proximité. Le champ électrique Ec dans l’air à la pointe de l’émetteur peut être calculé par :
où Vc est la différence de potentiel entre l’émetteur et la contre-électrode, rc est le rayon de l’émetteur et d est la distance entre l’émetteur et la contre-électrode. Cette tension fournit le gradient électrique (force du champ électrique typiquement ~106-107 V m-1) nécessaire pour produire une séparation de charges à la surface du liquide. 
Lorsque les espèces ioniques dans la solution émergent de la pointe de l’émetteur, elles suivent un mouvement électrophorétique en réponse au champ électrique imposé. Les ions de polarité opposée au champ électrique migrent dans la direction de l’intérieur de l’émetteur, tandis que les ions de même polarité que le champ s’éloignent de la pointe de l’émetteur, i.e., dans la direction de la contre-électrode. Par conséquent les ions de même polarité sont enrichis à la surface du liquide sortant de l’émetteur. Le champ électrique qui pousse les cations est contrebalancé par la tension superficielle du liquide. Lorsque le champ électrique est suffisamment fort  la solution liquide fait saillie à la pointe de l’émetteur pour former un cône dynamique, appelé « cône de Taylor ». Le champ électrique E0 nécessaire pour débuter l’électro-nébulisation est donné par :
où γ est la tension de surface du liquide, 49º est le demi-angle du cône de Taylor, ε0 est la permittivité du vide et rc le rayon du capillaire.
Lorsque la charge de la solution qui forme le cône de Taylor s’approche de  la limite de Rayleigh, la pointe du cône de Taylor s’élonge formant un filament liquide. Celui-ci finit par se détacher et se disperse sous forme des gouttelettes qui contiennent un excès de charge et un diamètre nominal de 1-2 μm. La limite de Rayleigh est le point où les répulsions coulombiennes entre les charges égalent les forces cohésives de la tension de surface du liquide :
où q est la charge à la limite de Rayleigh, r son rayon, γ sa tension de surface et ε0 la constante de permittivité du vide. 
Durant leur vol à travers les gaz à pression atmosphérique, les gouttelettes subissent une réduction de la taille par évaporation du solvant, par conséquent la densité de charge sur leur surface augmente. En outre, les gouttelettes sont assujetties à des forces de détachement lors de leur passage à travers les gaz denses. Comme résultat de ces deux effets, les gouttelettes subissent des déformations, qui donnent lieu à des champs électriques locaux élevés et à des saillies sur leur surface. Lorsqu'il y a une déformation suffisante et que la répulsion électrostatique dans la gouttelette atteint à nouveau le point de la limite de stabilité de Rayleigh, celle-ci devient instable et il se produit une fission de Rayleigh, c’est-à-dire un microjet des nanogouttelettes (~100 nm) chargées. Par des processus de désolvatation et de fission de Coulomb subséquents les ions présents dans ces nanogouttelettes sont transformés en ions dans la phase gazeuse.